# Gena Turgel
Gena Turgel (née Goldfinger le 1er février 1923 et morte le 7 juin 2018) est une autrice et éducatrice polonaise, survivante de la Shoah. 

## Biographie

### De l'enfance à la Shoah
Gena Turgel (née Goldfinger) est née à Cracovie en le 1er février 1923. Elle est la plus jeune des neuf enfants de Samuel et Estera Goldfinger. Ses parents tiennent une petite entreprise textile. Après la mort de son père durant son enfance, sa mère s'occupe des affaires familiales. Lorsque les Nazis envahissent la Pologne en 1939, la famille est condamnée à abandonner tous ses biens. Un de ses frères est abattu par les SS dans le ghetto ; un autre de ses frères réussit à s'échapper mais ne redonnera jamais de nouvelles. Une de ses sœurs et son mari sont abattus après avoir été pris en essayant de faire passer de la nourriture dans le camp de Płaszów. Gena Turgel, plusieurs de ses frères et sœurs ainsi que sa mère sont alors déplacés vers le ghetto de Cracovie.
Elle est déportée au camp de Płaszów et fait partie d'une marche forcée vers Auschwitz-Birkenau en 1944. Quelques mois plus tard, elle fait partie de la "marche de la mort" vers le camp de Buchenwald, avant d'être finalement envoyée au camp de Bergen-Belsen.
Elle survit au bombardement de la Pologne et à Bergen-Belsen, où elle s'est occupée d'Anne Frank mourante.

### Vie privée
Elle épouse un soldat britannique, Norman Turgel, après la libération de Bergen-Belsen et la presse britannique la surnomme « la fiancée de Belsen ». Sa robe de mariée, faite d'un parachute de l'armée britannique, est exposée à l'Imperial War Museum de Londres.
Ses mémoires, I Light a Candle, sont publiées en 1987. Elle passe une grande partie de sa vie à éduquer les élèves britanniques au sujet de la Shoah.

### Mort
Elle meurt le 7 juin 2018, à l'âge de 95 ans en Angleterre. À la nouvelle de sa mort, le grand rabbin d'Angleterre, Éphraïm Mirvis, la décrit comme « une survivante de l'Holocauste vraiment remarquable », et ajoute : « Son héritage est notre responsabilité maintenant ».